# Choi choi sông

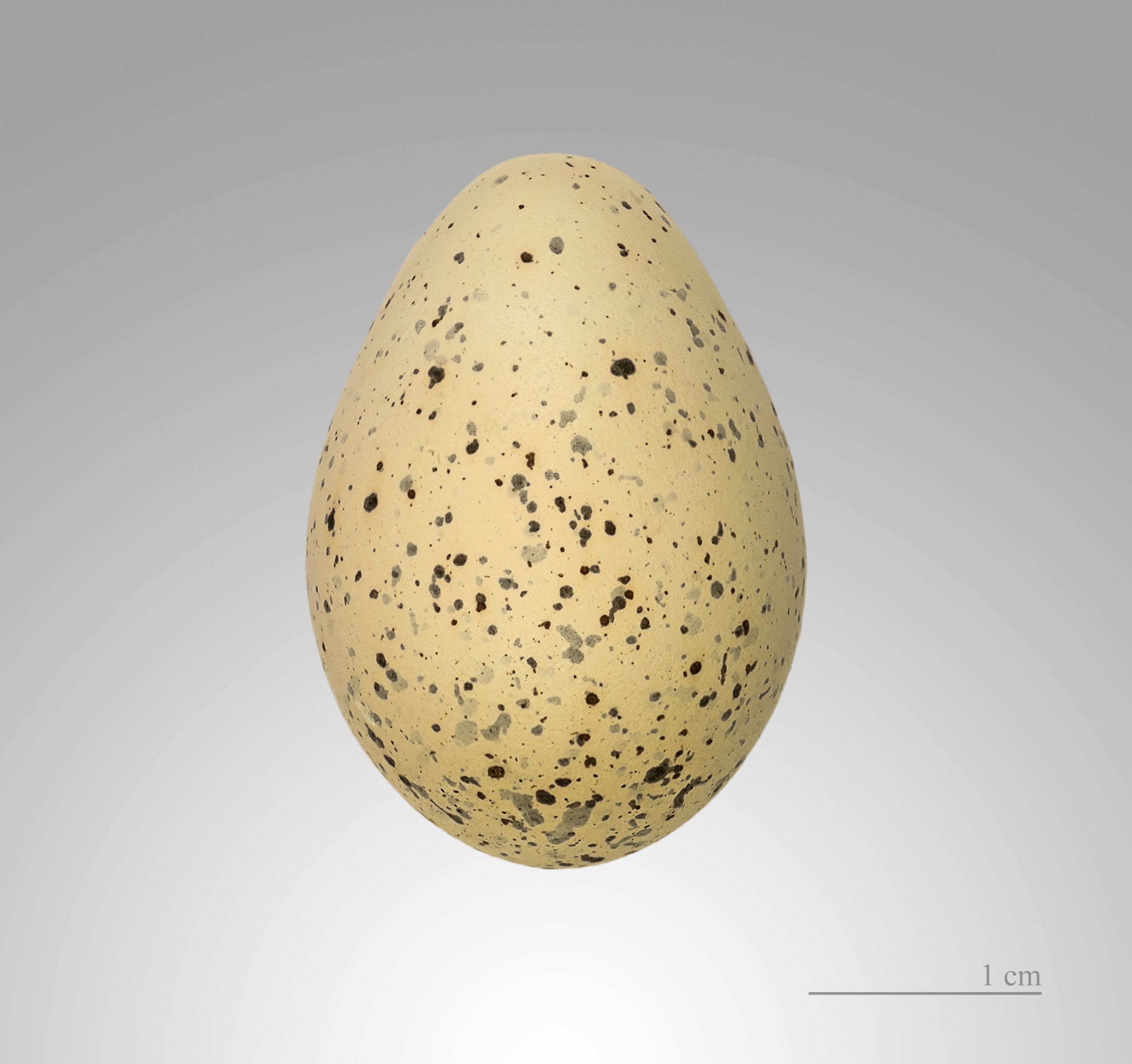
Charadrius dubius

Choi choi sông (tên khoa học: Charadrius dubius) là một loài chim trong họ Charadriidae.

## Hình ảnh

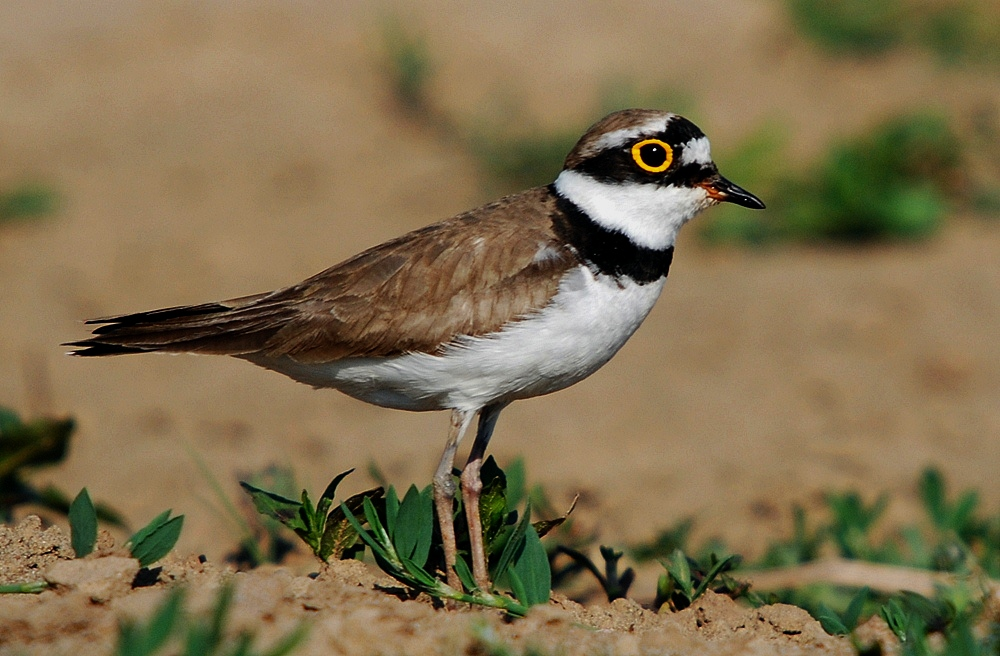
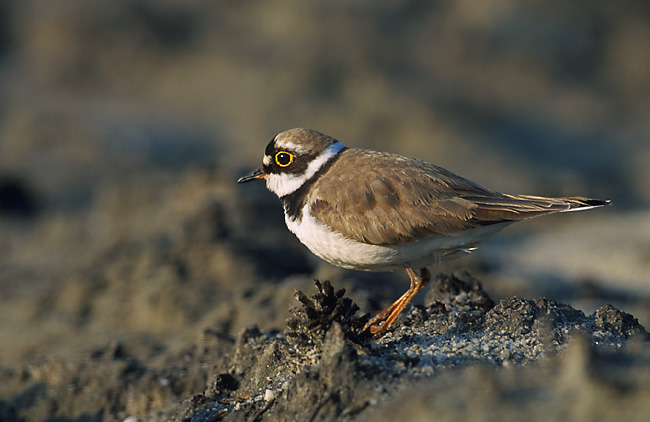